# Leo Visser
Leendert „Leo” Visser (ur. 13 stycznia 1966 w Haastrecht) — holenderski łyżwiarz szybki i pilot. Czterokrotny medalista olimpijski i dwukrotny medalista mistrzostw świata.

## Życiorys
Pierwsze sukcesy w karierze Leo Visser osiągnął w 1988 roku, kiedy zdobył cztery medale na międzynarodowych imprezach. W lutym wystartował na igrzyskach olimpijskich w Calgary, gdzie był drugi w biegu na 5000 m, a na dystansie 10 000 m zajął trzecie miejsce. Na krótszym dystansie uległ tylko Szwedowi Tomasowi Gustafsonowi, a na dłuższym wyprzedzili go Gustafson oraz Austriak Michael Hadschieff. Miesiąc później zajął drugie miejsce na mistrzostwach świata w wieloboju w Medeo oraz zwyciężył na mistrzostwach Europy w wieloboju w Hadze. Rok później zdobył tytuły mistrzowskie na mistrzostwach świata w wieloboju w Oslo oraz mistrzostwach Europy w wieloboju w Göteborgu. W 1992 roku brał udział w igrzyskach w Albertville, gdzie wywalczył brązowe medale w biegach na 1500 i 5000 m.
Wielokrotnie stawał na podium zawodów Pucharu Świata, odnosząc przy tym pięć zwycięstw. W sezonie 1990/1991 był drugi, a w sezonach 1986/1987 i 1987/1988 zajmował trzecie miejsce w klasyfikacji końcowej na 5000 m/10 000 m.
Ustanowił dwa rekordy świata.
Po skończeniu kariery jako łyżwiarz szybki, Visser został pilotem Boeinga 777 w holenderskich liniach lotniczych KLM. W 2002 roku był szefem holenderskiej misji olimpijskiej na Zimowe Igrzyska Olimpijskie 2002 w Salt Lake City. Jego żona, Sandra Voetelink, również była łyżwiarką.

## Rekordy życiowe
| Dystans  | Czas     | Data             | Miejsce    |
| -------- | -------- | ---------------- | ---------- |
| 500 m    | 38,65    | 31 stycznia 1992 | Davos      |
| 1000 m   | 1.16,21  | 4 stycznia 1992  | Heerenveen |
| 1500 m   | 1.54,65  | 20 stycznia 1990 | Heerenveen |
| 3000 m   | 3.59,27  | 19 marca 1987    | Heerenveen |
| 5000 m   | 6.44,98  | 17 lutego 1988   | Calgary    |
| 10 000 m | 13.58,47 | 5 stycznia 1988  | Heerenveen |
| Źródło:  |          |                  |            |